# Овсянников, Алексей Иванович
Алексе́й Ива́нович Овся́нников (29 июля 1928, село Чаячье — 14 мая 2008, Москва) — российский журналист, издатель, художник.

## Биография
Родился в селе Чаячье (ныне — в Топчихинском районе Алтайского края) в крестьянской семье. С 1950 года — литсотрудник газеты «Железнодорожник Кузбасса» Томской железной дороги. После службы в советской армии (1950—1953) работал в Москве ответственным секретарём многотиражных газет «Пролетарский труд», «Веретено», «За образцовую торговлю». В 1959 году окончил исторический факультет Московского государственного университета имени М. В. Ломоносова. В 1959 года — старший инструктор, с 1961 — заведующий сектором печати культурно-массового отдела ВЦСПС. С 1964 года работал в Государственном комитете Совета Министров СССР по делам издательств, полиграфии и книжной торговли СССР (с 1966 — начальник отдела пропаганды книги).
С 1966 года — главный редактор новой еженедельной газеты Книжное обозрение; под его руководством газета стала главным популяризатором книг и книжного дела в СССР, возглавила широкое движение книголюбов, возникшее в СССР в 1960—1970-е годы. Являлся членом бюро издательской секции Союза журналистов СССР, членом президиума Центрального правления Всесоюзного добровольного общества любителей книги. Автор статей, очерков и других материалов в центральной и местной печати.
С 1986 года — главный редактор журнала «Полиграфия». В последующие годы создал ряд успешных журналов, посвящённых вопросам современной полиграфии, в том числе «Интерпринт», «Современная полиграфия», «Полиграфист и издатель», в которых освещались достижения современной полиграфической техники, популяризировалось искусство издания и распространения книг и другой печатной продукции. Они предлагали читателю участвовать в процессе создания книги, публикуя в виде листов-вкладышей к журналам миниатюрные книги, которые можно было обрезать, сфальцевать и переплести.
Член Союза художников СССР (1981). Его живописные работы выставлялись на персональных и коллективных художественных выставках.
Похоронен на кладбище «Ракитки».

## Премии и другие награды
- Заслуженный работник культуры РСФСР (1977)
- Орден «Знак Почёта»
- Орден Дружбы народов
- Премии «Человек Книги» (2003)

## Сочинения
- Охота за жар-птицей. Живопись. Стихи юности. Рассказы. Штрихи биографии. — М., 1998.
- Круг близких и друзей. Избранные страницы из личного архива. — М., 2006.
- Побудь со мной на высоте. Избранные стихи, рассказы, этюды. — М., 2008.